# Castello di San Martino in Converseto
Il castello di San Martino in Converseto era un castello nel paese di Converseto, nel comune di Borghi, risalente al XII secolo; rimangono solo tracce di alcuna mura.

## Storia
Fu costruito probabilmente nel XII secolo nei pressi dell'omonima chiesa risalente al secolo precedente. Del castello rimangono oggi solo delle vestigia di mura; sono pure scomparse la chiesetta di S. Margherita ed il Palazzo Comunale. Anche questa comunità fu autonoma, sui iuris, e condivise le vicende del castello dei Borghi fino al XVII secolo, del Vicariato di S. Arcangelo e poi fu sotto i Malatesta di Rimini e di Sogliano. Fu distrutto, come Raggiano, dalla Compagnia del Conte Lando e poi ricostruito. Il 21 marzo del 1621 fu venduto da Sigismondo II di Malatesta a Mons. Francesco Sacrati (poi cardinale) per il prezzo di 2.000 scudi. Passò poi ai suoi eredi, il Marchese Tomaso e Mons. Alfonso Sacrati. Nel 1621 Mons. Francesco concesse a questa comunità degli Statuti. Nel 1645 fu ceduto alla Santa Sede. Come gli altri due castelli, fu retto per secoli da podestà e da un Consiglio comunale, eletto dapprima in un arengo dai capifamiglia e successivamente formato dai rappresentanti delle famiglie più abbienti.